# Adenocauda helgolandica
Adenocauda helgolandica är en plattmaskart som beskrevs av Jürgen Dörjes 1968. Adenocauda helgolandica ingår i släktet Adenocauda och familjen Haploposthiidae. Inga underarter finns listade i Catalogue of Life.